# فلق (رادار)
فلق هو رادار مراقبة واستحواذ. وبحسب المصادر الإيرانية يعد راداراً متطوراً وقادر على كشف الصواريخ الجوالة والباليستية والطائرات المسيرة وتم استيراد النوع الاجنبي منها في الاعوام الماضية تحت عنوان منظومات (غاما -دي إي) لكن بسبب الحظر المفروض على إيران وعدم الحصول على القطع الهندسية وعدم امكانية الطواقم الاجنبية من اصلاحها، تمت إعادة صنعها من جديد على يد المهندسين والأخصائيين لدى اجهزة الدفاع الجوي الإيرانية وهي العملية التي استغرقت 2300 ساعة عمل. .

تمت ازاحة الستار عن الرادار فلق في 10 أغسطس 2019 بحضور رسمي إيراني كبير.

## القدرات
المنظومة لها قدرات عالية وقادرة على كشف كل أنواع الصواريخ الجوالة والصواريخ الباليستية والطائرات المسيرة، هي نظام متعدد المراحل يمكن استخدامه ضمن نظام الدفاع الجوي المتكامل الأوسع نطاقاً والذي يشمل نظام صواريخ إس-300 سطح جو الذي سلمته روسيا لإيران عام 2016.

إن نظام (غاما -دي إي) الذي يستند عليه رادار فلق يشتمل على الرادارات الثلاثية الأبعاد ذات النظام المرحلي "UHF" ويعمل بموجة "L" ويمكن للرادار من خلال هذا النظام الكشف عن مجموعة واسعة من التهديدات الجوية الحديثة، بما في ذلك الأهداف ذات الارتفاعات المنخفضة مثل الطائرات ذات الأجنحة الثابتة والمروحيات، أو التي تحلق على ارتفاع عال أو صواريخ كروز أو الصواريخ التي يتم التحكم بها عن بعد وكذلك الصواريخ البالستية التكتيكية القصيرة والمتوسطة المدى أو الصواريخ التي تطلق من الجو وفي أقصى ظروف التشويش.

إن هذه المنظومة تستعمل عادة لتوجيه ودعم الطائرات الاعتراضية أو الأنظمة التي تعمل في أنظمة الدفاع الجوي.

ويمتاز هذا النوع من الرادارات بإمكانية رصد الأهداف ذات المقطع العرضي المنخفض وكذلك مقاومته أمام الحرب الالكترونية والتشويش أو في ظروف جوية سيئة للغاية.

ويمكن أيضاً لهذا الرادار الروسي أن يرصد أهداف بزاوية تتراوح بين (- 2 إلى +60 درجة) في محيط دائري ويمكنه تعقب 200 هدف، ويمكن أن يحدث بيانات رصد الأهداف خلال فترة تتراوح بين 5 إلى 10 ثواني، ويستطيع أداء مهامه بصورة مستمرة لمدة 72 ساعة متواصلة، كما يمكن تجهيزه للعمل خلال فترة تتراوح بين 5 دقائق و20 دقيقة.